# Brenda K. Starr

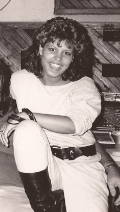
Brenda K. Starr in 1984

Brenda Joy Kaplan (15 oktober 1966, Manhattan, New York), beter bekend onder haar artiestennaam Brenda K. Starr, is een Amerikaans zangeres; oorspronkelijk in de genres r&b en dance, later vooral in de salsa.

## Biografie

### R&b en dance
Starr is de dochter van een Joods-Amerikaanse vader (Harvey Kaye Kaplan, in de jaren 60 organist van Spiral Starecase) en een Puerto Ricaanse rooms-katholieke moeder. Via een toevallig ontmoeting met Harry Belafonte debuteerde ze in 1984 in de hiphopfilm Beat Street. In 1985 verscheen haar debuutalbum I Want Your Love met de single Pickin' Up Pieces. De titelloze opvolger kwam in 1987 uit op en bracht Starrs meest succesvolle single voort; I Still Believe, dat in 1998 een nog grotere hit werd in de uitvoering van Mariah Carey als eerbetoon aan haar mentrix. Starr had Carey, eind jaren 80 haar achtergrondzangeres, aan een platencontract geholpen door een demo-opname aan Tommy Mottola, platenbaas van Columbia Records te overhandigen. Dit ging echter ten koste van haar eigen carrière, want na het tegenvallende succes van het album By Heart kwam Starr zonder contract te zitten. Om zichzelf en haar gezin te onderhouden ging ze onder meer in een winkelcentrum werken. Wel zong ze nog het nummer So In Love (1993) voor Concept Of One, een overigens weinig succesvol project van Tony Moran.

### Salsa en latin
Na een cursus Spaans te hebben gevolgd maakte Starr in 1997 een comeback als zangeres van salsa- en latin(pop)nummers. De single Herida, een cover van de Chileense zangeres Myriam Hernández, werd een #1-hit in de latin-charts. Daarnaast presenteerde Starr voor de radiozender WNEW-FM programma Under the Stars waarin ze verzoeknummers draaide. Als gevolg daarvan steeg de kaartverkoop voor haar concerten. Het programma kwam echter te vervallen door vernieuwingen bij de zender. In 2006 werd de single Tu Eres, afkomstig van haar achtste album Atrevete a Olvidarme, genomineerd voor de Billboard Latin Music Awards. 

### Terugkeer naar r&b?
Starr bracht vanaf 2010 een aantal losse singles uit; in 2021 leek ze met I Miss You, een cover uit 1984 van de band Klymaxx, terug te keren naar de Engelstalige r&b. Ter afsluiting van het jaar bracht Starr een kerstalbum uit.

## Persoonlijk leven
Starr is getrouwd met Chris Petrone en heeft vier kinderen; haar oudste dochters Kayla Festa en Tori werden geboren uit een eerdere relatie met de in Brazilië geboren New Jerseyaan Joao (John) Festa. Met Petrone heeft ze zoon Chris Jr. en dochter Gianna Isabella die in 2016 bij de laatste tien kandidaten van het vijftiende American Idol-seizoen eindigde.
- Gemeinsame Normdatei: 134528697
- International Standard Name Identifier: 0000 0000 5548 1826
- Library of Congress Control Number: n92001968
- MusicBrainz: 3841d579-a5d2-477e-94b1-cd2016c1ee9d
- SNAC: w6xd2h26
- Virtual International Authority File: 55800918
- WorldCat: E39PBJg4qwGf447xvCWCxDkYyd